# ジュゼッペ・プリンツィ
ジュゼッペ・プリンツィ（1962年1月31日 - 、英語：Giuseppe Prinzi）は、イタリアの芸術家、彫刻家、陶芸家。批評家によって形而上学の絵画の代表者の一人と見なされている。

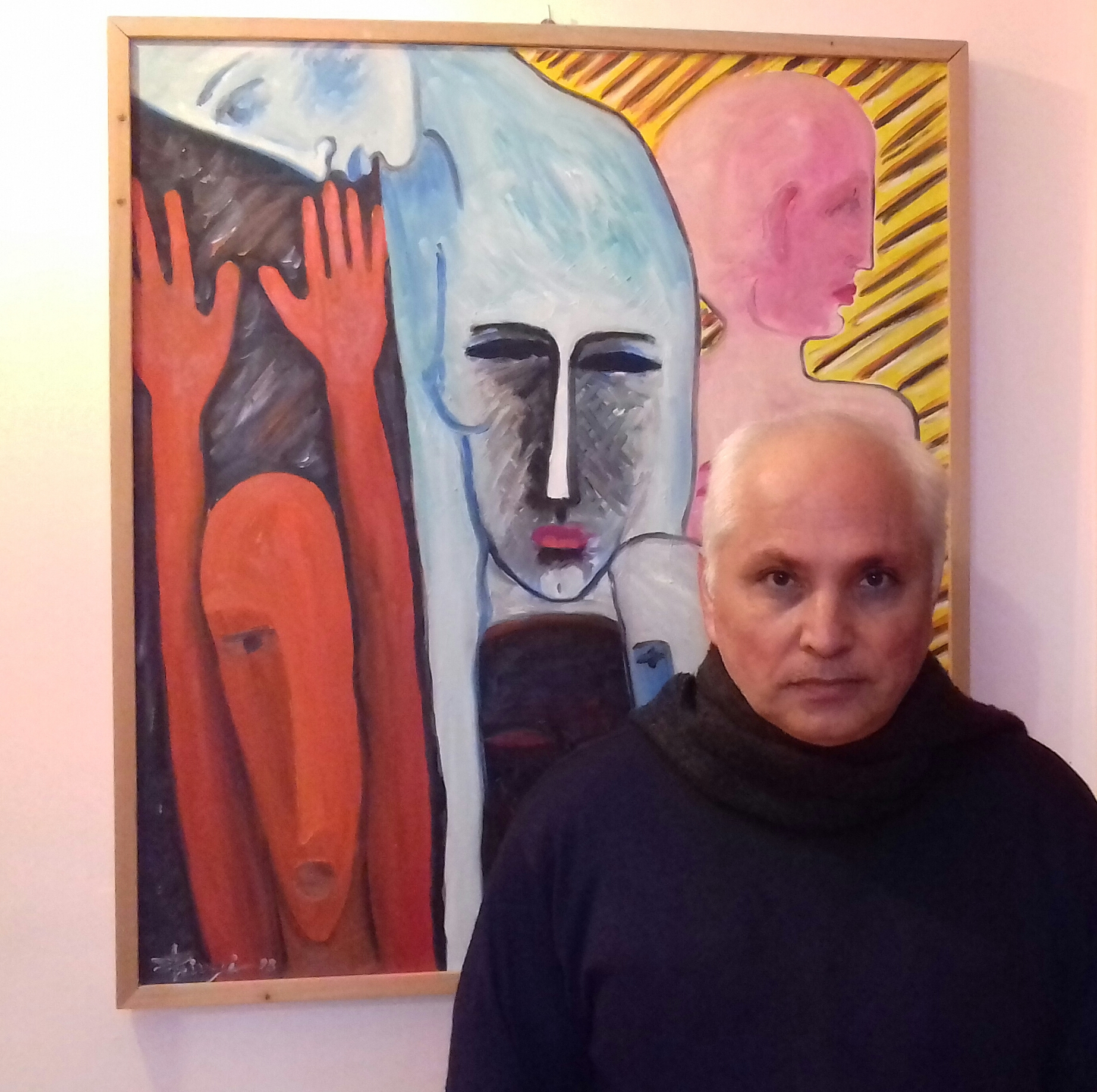

## 伝記
1982年以来、彼は芸術的環境との関係を深め、専門家やコレクターから感謝と賞賛を受けている。
1983年以降、彼はサントステファノディカマストラで開催された "International Exhibition of Ceramics"の10版に参加しました。 1986年、ミストレッタ市で開催された "Amastrata"展の品質審査委員会は、彼に酸化銅と彫刻が施された2つの陶芸作品の2番目の賞を授与しました。 1987年、彼はシチリア地域主催の旅行展に参加しました。ニューヨーク、東京、シンガポール、パリ、ロンドン、シドニー、ベルリン、香港などの主要な国際都市で開催されました。同じ年に、彼はAula Magnaで開催された素晴らしい展覧会とCaltagironeにあるXI Biennial of Sicilian Ceramicsのためにメッシーナ大学から招待され、そこで2つのセラミック彫刻を展示します。 1988年に彼の大きな陶磁器のパネルの1つがパティとティンダリの司教区に彼の牧歌的訪問の際に教皇ヨハネパウロ2世に寄付されました。この作品は教皇の生家であるクラクフに保管されています。 1990年に彼は彼の絵画学校の他の芸術家と共にイタリアのアルゼンチン人芸術家のシルヴィオベネデットのためにインターンシップのために彼の陶芸のワークショップで主催しました。 1991年に彼はAntonio Scarpello Mingariによるプレゼンテーションと "Fire and Silence"というタイトルのSilvio Benedettoによる批評的レビューと共に "Maioliche d’Autore"と題された彼の最新作のカタログを出版した。 1996年に彼はベンチュラBLD米国で彼の有名なロサンゼルスのレストランに隣接してティンダロペティニャーノによるアートギャラリー "ラパーゴラ"でいくつかの作品を展示しました。シルベスタースタローン、アルパチーノ、ロバートデニーロ、ロバートレッドフォードのような映画のスターが参加しました。 2004年に彼はネブロディ山脈のシナグラにある19世紀の男爵宮殿の恒久的なコレクションを構成する耐火性セラミックの作品を実現し、後にユニークなホテル博物館へと変貌しました。 2004年12月に、彼はサントステファノのセラミックス協会によって芸術的な研究のための「IGOR」賞を授与されました。

## 展示会

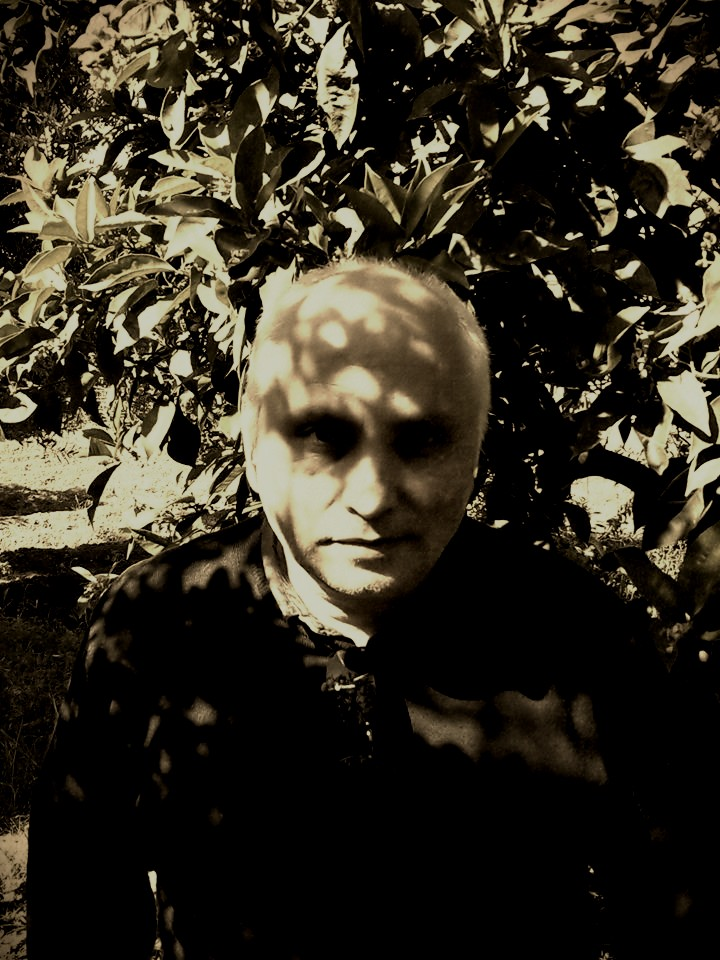
2015年のジュゼッペプリンツィ

1974年：絵画「教育博物館」サント・ステファノ・ディ・カマストラの展示。 2位
1975年：絵画「教育博物館」サント・ステファノ・ディ・カマストラの展示。 2位
1983年：VII地域セラミックス展。サントステファノディカマストラ
1984年：VIII地域セラミックス展。サントステファノディカマストラ
1986年ミスレッタ市「Amastrata」展2位
1986年：X地域セラミックス展。サントステファノディカマストラ
1987年：第11回シチリア陶芸の二年生。カルタジローネ
1987年：「旅程展」シチリア地域主催：ニューヨーク、東京、シンガポール、パリ、ロンドン、シドニー、ベルリン、香港。
1988年：ACAI National Patronageによる大型マジョリカパネルの委員会。パティとティンダリの教区を訪問した際に、ジョンポール2世に寄付される。
1988年：「絵画とグラフィックの展覧会」広場、サントステファノ・ディ・カマストラ市立図書館
1989年：テルミニイメレーゼパレルモの即席絵都市
1990年：XIV国際セラミックス展。サントステファノディカマストラ
1990年：アルシンボルディヴェローナギャラリー
1991年：絵画と彫刻の展覧会。カンポベッロ・ディ・リカータアグリジェント
1991年：XV国際セラミックス展。サントステファノディカマストラ
1993年：ファインデコレーターDallas florida USA.
1993年：エトワールカイトチューチュー東京
1994年：コスタボダレイキャビクアイスランド
1995年：Castello Gallego「絵画の展覧会」Sant’Agata di Militello
1996年： "La Pergola"ベンチュラBLVD LOS ANGELES米国。
2004年：第20回陶芸サント・ステファノ・ディ・カマストラ国際展示会
2004年：ネブロディ山脈のシナグラにある19世紀のバロニアル宮殿を装飾するための、耐火セラミック作品と2つの大きなマジョリカ「ムラレス」の建設
2004年：「芸術研究のためのIGOR賞」
2014年：共和国の上院が後援する文化協会「Il Cielo d’Italia」のために小さなテーブルを作り、その作品は2015年のミラノエキスポで展示されます。